# Бункер Сталіна (Самара)
«Бункер Сталіна» (рос. Бункер Сталина, інша назва об'єкт «Б») — оборонна споруда в Самарі, створена для резервної дислокації ставки Верховного Головнокомандувача Збройними силами СРСР Йосипа Сталіна. Розташований на глибині 37 м. Побудований у 1942 році, розсекречений у 1990 році.

## Розташування
Об'єкт розташований під будівлею Самарської державної академії культури та мистецтв, де раніше містився Куйбишевський обком партії. Праворуч від центральних сходів у залі обкому були потаємні двері, біля яких цілодобово чергував співробітник НКВС. Відтак за нею містилася залізна пілка, за якою була одна з найбільших таємниць того часу.
За дверима простягався верхній майданчик, із якого розпочинався спуск у бункер як ліфтом, так і сходами. Далі вниз веде 14-метрова шахта, що з'єднується з довгим поперечним коридором-поверхом, де зосереджені агрегати життєзабезпечення та допоміжні механізми бункера. За необхідності цей верхній поверх блокувався масивними стальними гермодверями, спроможними витримати навантаження до 10 тонн на квадратний метр.
Посередині коридору, який веде до запасного виходу, розташований вхід в основний відсік бункера — вертикальний стовбур-сховище, що заглиблюється в глиб землі ще на 23 метри. Він є точною копією метрополітенівського тунелю, проритого вертикально.
Після 192-ї сходинки починається найбільш глибокий — перший поверх (відлік поверхів ведеться знизу вгору), підлога якого вимощена блакитною плиткою.

## Будівництво

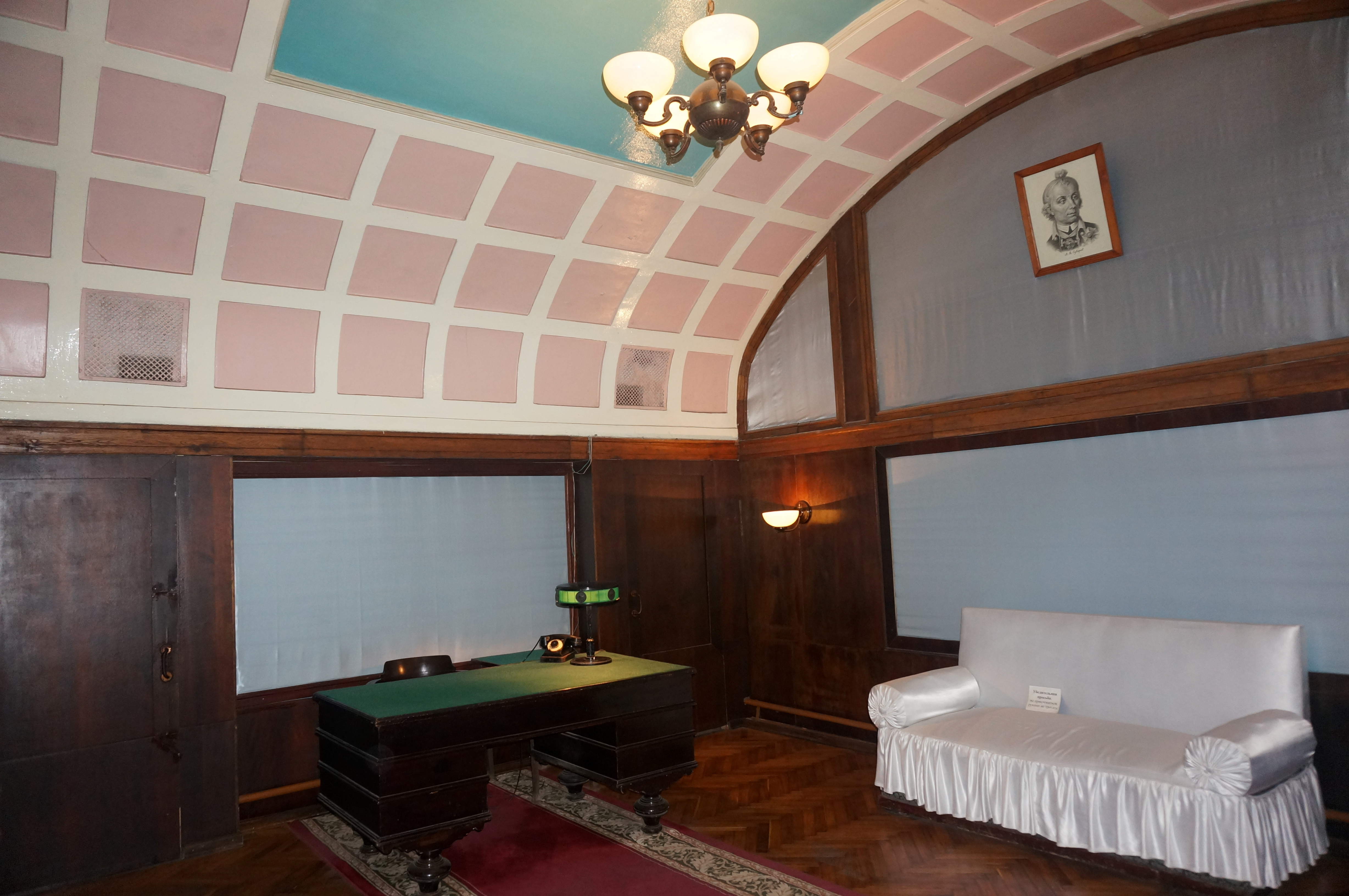

15 жовтня 1941 року Державний Комітет Оборони прийняв таємну постанову № 801сс «Про евакуацію столиці СРСР м. Москви в місто Куйбишев». У другому пункті цього документу мовилося безпосередньо про Сталіна — його евакуація планувалася у випадку крайньої необхідності, «залежно від ситуації».
21 жовтня 1941 року Державний Комітет Оборони видав таємну постанову № 826сс «Про будівництво сховища в м. Куйбишеві».
22 листопада 1941 року Державний Комітет Оборони прийняв таємну постанову № 945сс «Про будівництво спеціальних сховищ у містах: Саратові, Ярославлі, Горькому, Казані, Ульянівську, Куйбишеві й Сталінграді». У постанові мовилося: «ДКО постановляє побудувати в перелічених містах командні пункти-бомбосховища. Будівництво, окрім, Куйбишева здійснювати за взірцем, затвердженим для міста Горького, з корисною площею 300 кв. метрів…».
Для будівництва бункера було скопійовано конструкцію станції метро «Аеропорт» в Москві.
Бункер у Куйбишеві будувався з лютого по жовтень 1942 року московськими і харківськими метробудівцями, шахтарями Донбасу, а також кримінальними і політичними в'язнями.
В'язні скерувалися за спеціальним відбором. З поміж вільнонайманого персоналу — 2900 робітників та близько 800 інженерно-технічних працівників. Серед провідних будівників бункера нині відомі головний інженер проекту Юрій Островський, головний архітектор Михайло Зеленін [Архівовано 4 березня 2016 у Wayback Machine.], начальник геомаркшейдерських робіт Іван Дробинін та в'язень-інженер торкретбетонних робіт Степан Кожум'яка. Із працівників взято підписку про нерозголошення державної таємниці, яка не мала терміну давності. Тому навіть мешканці міста не здогадувалися, що відбувається за високим парканом будови. Ґрунт вивозили автомобілями лише вночі. Будівельники практично не покидали об'єкту, харчувалися в побудованій тут громадській, а в'язні — в табірній їдальні. Вільнонайманий персонал жив у гуртожитку в дворі обкому, ув'язнені — в табірних бараках.
Роботи велися щодня, у дві зміни. Менш ніж за рік було витягнуто на поверхню 25 тисяч кубометрів ґрунту, вкладено 5 тисяч кубометрів бетону. На об’єкті велися складні підземні роботи.  Важливою складовою будівництва було торкетування підземних сховищ — довгих амфілад великих склепінчастих приміщень. Бетонування, яке убезпечувало від просякнення ґрунтових вод, здійснювали таким чином: стіни, стелю й підлогу покривали 2-3 сантиметровим шаром спеціального бетону (торкрету),
який не пропускав ні рідини, ні газів. Крім того, для укріплення порожнин поза стінами і склепіннями сховищ ін’єктували у спеціальні отвори високомарочне цементне молоко за допомогою апаратів Рудермара і смоків Колосовського. Об’єкт був грандіозний, варто зазначити, що над головним приміщенням побудови клалась бетонна плита, 2-3 метри піску, зверху — півметра чорнозему і застелялося моріжком та ще й садилися кущі. Приміщення були забезпечені опаленням, електросвітлом, вентиляцією, водопостачанням, каналізацією. Виходи з них були галерейні — метра 1,5 завширшки і 2,5 заввишки (під прямим кутом). Проти коридору, що вів на вихід, у залізобетонній стінці закладався тонкий цегляний простінок, за яким — у декілька метрів повітряна подушка. Двері в галерею — стальні, подвійні, 10-12-сантиметрові. Вихід — у глибокий яр, де були такі самі двері на 4-х спеціальних замках. Усе це закидалось гілляччям, дровами, терміттям. Зона суворо охоронялася.
Поруч із бункером було завершено будівництво обслуговуючої його інфраструктури — залізниці, аеродрому, дизельних електростанцій, чисельних резервуарів для зберігання нафтопродуктів, води та ін. Здано в експлуатацію також збудований об'єкт «А» — потужну радіостанцію, яка мала замінити московську на випадок здачі радянської столиці.
6 січня 1943 року держкомісія офіційно прийняла в експлуатацію бункер Сталіна.

## Факти й легенди
- Бункер є одним із найбільших у всьому світі серед таких укріплень.
- У бункері підтримується постійний мікроклімат. Фільтрувально-вентиляційні системи «дихають» повітрям, підігрітим до дев'ятнадцятиградусної температури.
- На глибині чотирнадцять метрів розташований так званий «технічний поверх». На випадок приїзду Сталіна тут мала розміститися вся адміністрація та прислуга.
- За легендою, бункер об'єднувався з комплексом споруд під Площею Куйбишева, а також бункером під Керівництвом МНС та Будинком Офіцерів. За іншою легендою, бункер Сталіна будувався ще в 30-х роках водночас із забудовою сусідніх кварталів.
- У бункері розташований особистий кабінет Сталіна, що має багато фальшивих дверей і потаємних виходів.